# Noritani
Los noritani o norenses fueron una antigua tribu de Cerdeña.

## Historia
Descrito este antiguo pueblo por Ptolomeo (III, 3), los noritani habitaban al sur de otros pueblos, los neapolitani y los valentini.
Su ciudad principal fue Nora, la actual Pula.